# 1-я лёгкая стрелковая бригада
1-я лёгкая стрелковая бригада — тактическое формирование (соединение, стрелковая бригада) стрелковых войск Рабоче-крестьянской Красной армии (РККА), ВС Союза ССР, в Великой Отечественной войне.

## История
Бригада сформирована в сентябре 1941 года из маршевых пополнений в составе Карельского фронта, предположительно в Петрозаводске.
В составе действующей армии с 25 сентября 1941 по 12 октября 1941 года.
Вела бои на подступах к Петрозаводску.
12 октября 1941 года расформирована в связи с потерями, остатки личного состава переданы в 37-ю стрелковую дивизию.

## В составе
| Дата            | Фронт (округ)    | Армия               | Корпус (группа) | Примечания |
| --------------- | ---------------- | ------------------- | --------------- | ---------- |
| 01.10.1941 года | Карельский фронт | 7-я отдельная армия | —               | —          |